# رصدخانه رادیویی آریزونا

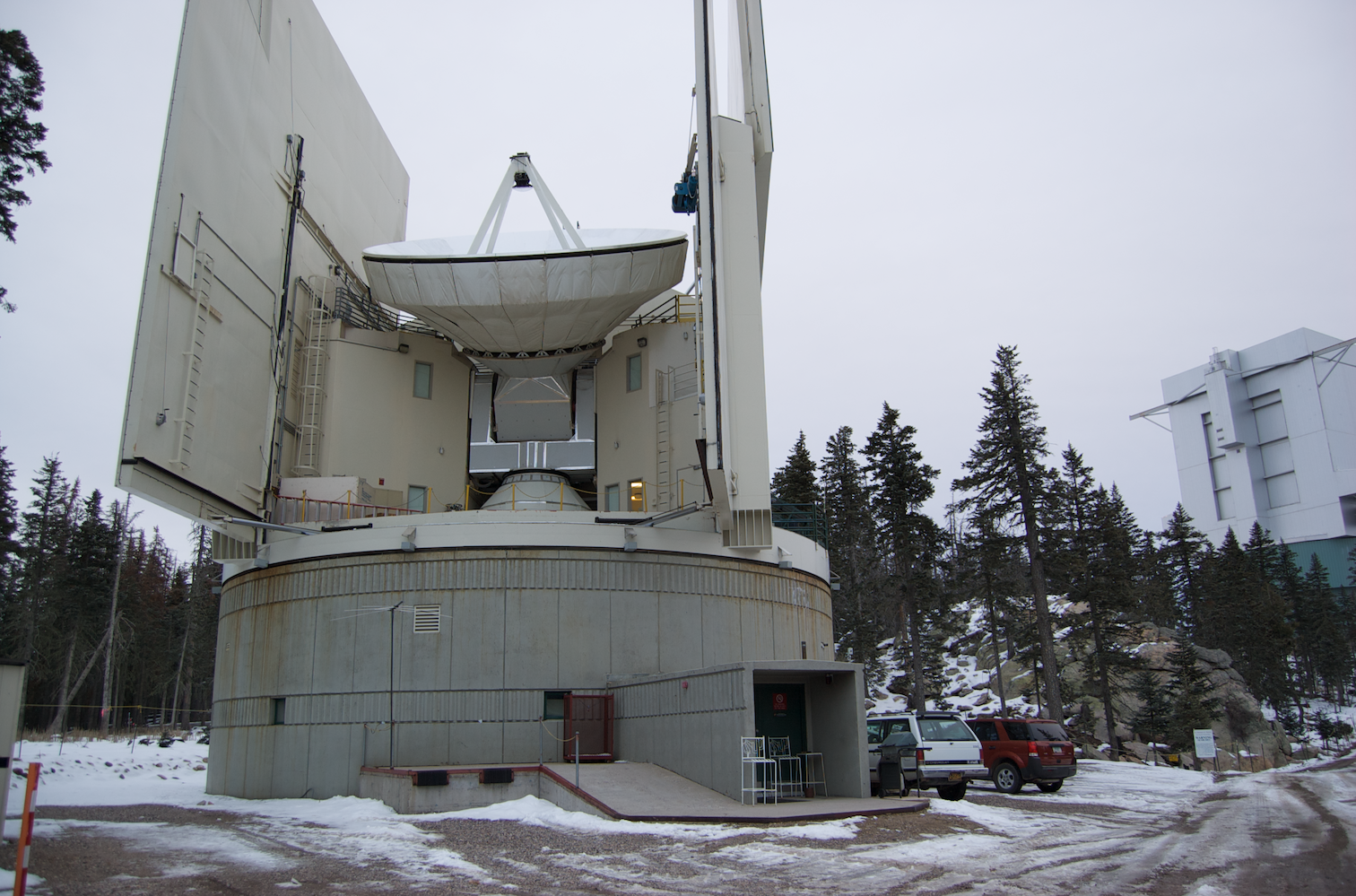

رصدخانه رادیویی آریزونا (به انگلیسی: Arizona Radio Observatory) یک مرکز نجوم رادیویی در آریزونا در آمریکا است.
از تلسکوپ‌های بزرگ این مرکز می‌توان رادیوتلسکوپ ۱۲ متری ARO و نیز تلسکوپ زیرمیلیمتری هاینریش هرتز را نام برد.
این رصدخانه متعلق به دانشگاه آریزونا است.